# Salvatore Cuffaro
Salvatore Cuffaro (connu également avec le diminutif Totò), né à Raffadali (AG) le 21 février 1958, est un homme politique italien.
Homme du centre-droit sicilien, ancien membre de la Démocratie chrétienne puis de l'Union des démocrates chrétiens (UDC), il est président de la Région sicilienne du 16 juillet 2001 à janvier 2008, premier à être élu (et réélu) au scrutin direct.
Ses liens avec la mafia sicilienne ont été confirmés par une condamnation définitive à sept ans de prison.

## Ascension politique
Docteur en médecine et chirurgie, Salvatore Cuffaro est radiologue.
Membre des mouvements catholiques à l'Université, adhérent depuis sa jeunesse à la Démocratie chrétienne, il participe à la victoire du mouvement étudiant de la DC lors des élections universitaires de 1978 à Palerme sous la supervision de Nino Gullotti et siège de 1980 à 1985 au conseil municipal de Raffadali dont il est le chef du groupe d'opposition de la DC.
Il se rapproche de Calogero Mannino lorsque celui-ci est nommé avec Sergio Mattarella par Ciriaco De Mita aux commandes de la DC sicilienne lors du congrès d'Agrigente en 1983, marquant la reprise du parti par l'aile gauche. Protégé par Mannino, il échoue à entrer au conseil municipal de Palerme de 1985 avec 4800 voix, mais construit discrètement son réseau. Aux municipales de 1990,  avec 20 000 voix, il est le deuxième conseiller palermitain le mieux élu derrière Leoluca Orlando.
En 1991, il est élu à l'Assemblée régionale sicilienne dans le collège de Palerme, fort de 79 970 voix portées sur son nom. En plein scandale des Tangentopoli, Cuffaro intègre la commission de l'Agriculture.
Réélu pour la 12e législature (1996-2001)  avec 16 mille voix sur les listes CDU, il entre dans la junte régionale de Giuseppe Provenzano, n’obtenant pas l'assessorat à la Santé comme espéré, mais celui à l'Agriculture et aux forêts qu'il conserve dans les cinq gouvernements successifs de centre gauche comme de centre droit (Provenzano, Drago, Capodicasa I et II, Leanza II). Il est l'un des responsables de la chute du gouvernement Drago en soutenant avec son parti l'accession à la présidence de la région de l'ancien communiste Angelo Capodicasa, premier homme de gauche élu à ce poste, puis provoque sa démission en retirant l'appui de l'UDEUR en 2000.

## Président de la Région sicilienne et sénateur
Il mène la liste de la Maison des libertés (CDL) de Silvio Berlusconi, unissant le centre-droit et la droite sicilienne lors des élections régionales de 2001, première à désigner le président de la région au suffrage direct. Il recueille, le 24 juin, 59,1 % des votes contre 36,6 % au candidat du centre gauche et de la gauche, Leoluca Orlando, et 4,3 % à Sergio D'Antoni (Démocratie européenne). Il prend ses fonctions le 16 juillet 2001
De par l'élection directe, il renforce le lien entre le président et ses assesseurs. Il cultive une pratique du pouvoir que les médias nomment « cuffarisme », fondé sur une importante assise électorale, un clientélisme local et un habile entregent politique.
Il est élu dans les rangs de l'Union de centre— parti dont il est secrétaire national adjoint — lors des élections européennes de 2004, mais préfère conserver son poste en Sicile. 
Soupçonné d'avoir négocié un pot-de-vin de 5 milliards de lires (environ 2,5 millions d'euros) auprès de la mafia contre l'implantation d'un centre commercial et d'avoir informé des chefs mafieux qu'ils étaient sous écoutes judiciaires, Salvatore Cuffaro s'est toujours déclaré innocent et se refuse à démissionner tant qu'il n'est pas condamné. Il est réélu en 2006 avec 53,09 % des suffrages face à Rita Borsellino (41,64 %) et Nello Musumeci (5,27 %). Il est élu sénateur en 2006, mais se démet pour cause d'incompatibilité avec le mandat de président de région. 
Après avoir tenté de rester en poste, il doit démissionner le 26 janvier 2008 après sa condamnation à cinq ans de prison pour avoir averti des membres de Cosa nostra qu'ils étaient sur écoutes.
En mars 2008, il est élu sénateur. Il démissionne en 2011, quand il a été arrêté après avoir perdu son dernier appel dans le procès de la mafia pour complicité mafieuse en cours de mandat. Cuffaro a été condamne à 7 années de prison et à l'interdiction perpétuelle des charges publiques,.
Il conserve, malgré sa condamnation, son influence en Sicile pour les nominations politiques.

## Des liens mafieux à la condamnation définitive
En 2005, fut initié le procès contre Cuffaro par rapport aux « actes en faveur » de l'organisation criminelle de Cosa Nostra. La cour de Palerme estime qu'il a fait bénéficier des chefs mafieux d'informations sensibles et confidentielles protégées par le secret de l'instruction sur des enquêtes les concernant. Salvatore Cuffaro s'est initialement déclaré innocent et se refusait à se démettre tant qu'il n'était pas condamné de manière définitive. Il annonce sa démission de tous ses mandats en janvier 2010 à la suite de la confirmation de sa condamnation en appel.
L'inculpation de Cuffaro est ressortie des investigations mises en place pour suivre les fuites au cours d'une enquête sur Giuseppe Guttadauro, "boss" de Cosa Nostra dans son fief de Palerme. Brancaccio. Guttadauro a été enregistré décrivant comment la mafia a financé la campagne électorale 2001 de Cuffaro. Selon les transcriptions, il a dit que Cuffaro a reçu des paquets d'argent "de la façon la moins élégante, mais la plus tangible possible".
Le 22 janvier 2011 Salvatore Cuffaro est définitivement condamné à sept ans de réclusion criminelle pour avoir favorisé Cosa nostra et pour avoir révélé des informations confidentielles, il est aussi condamné à une interdiction perpétuelle des charges publiques. Cuffaro fut détenu dans la prison romaine de Rebibbia. Étant déchu comme sénateur, il a été remplacé par Maria Pia Castiglione.
Il a purgé sa peine et a été libéré le 13 décembre à 2015.

## Retour en politique
Malgré son Inéligibilité, il revient dans la vie publique en 2020, avec la mission de lancer le nouveau parti Démocratie chrétienne, et de créer une école politique.
Lors des élections municipales de 2022 à Palerme, il soutient Roberto Lagalla qui prend la tête, après plusieurs semaines de négociations, de la coalition de centre-droit au sein de laquelle il présente une liste qui obtient 5,55 %, Ce succès est complété par les 6,61 % des suffrages que son parti récolte à Aci Catena et les 9,51 % à Niscemi avec Noi con Italia, de Maurizio Lupi, alors qu'il ne représente que 1,70 % des voix à Messine.